# Malo Selce
Malo Selce – wieś w Chorwacji, w żupanii primorsko-gorskiej, w gminie Skrad. W 2011 roku liczyła 12 mieszkańców.